# Günther Haase (Wasserspringer)

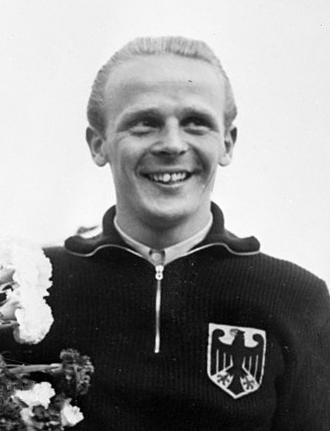
Günther Haase bei den Olympischen Sommerspielen 1952

Günther Haase (* 11. Juni 1925 in Hamburg) ist ein ehemaliger deutscher Wasserspringer, der 1952 die olympische Bronzemedaille im Turmspringen gewann.
Haase war 1941 und 1942 deutscher Vizemeister im Turmspringen. 1943 gewann er seinen ersten Deutschen Meistertitel. Nach dem Krieg siegte er von 1947 bis 1951, 1949 wurde er auch Meister vom 1-Meter-Brett und vom 3-Meter-Brett. 1955 und 1956 gewann er noch zweimal vom Turm.
1950 wurde Haase Europameister im Turmspringen. Bei den Olympischen Spielen 1952 in Helsinki konnte er seinen Rang als bester Europäer bestätigen. Hinter dem US-Amerikaner Samuel Lee und dem Mexikaner Joaquín Capilla gewann er die olympische Bronzemedaille.
Haase begann seine Karriere beim TV Hamburg-Eppendorf. Über SC Hamburg-Eilbeck kam er zum Post SV Hamburg, für den er bis 1947 antrat. Nach zwei Jahren beim SV Neptun Erkenschwick startete er ab 1950 für den SV Neptun Lüdenscheid.
Haase heiratete die zehnfache Deutsche Meisterin im Kunst- und Turmspringen Paula Tatarek (1923–2014).